# Комсомольское (Эртильский район)
Комсомо́льское — посёлок в Эртильском районе Воронежской области. Входит в состав Первомайского сельского поселения.

## География
По восточной границе посёлка протекает мелководная река Большой Курлак.
- Расстояние до районного центра: Эртиль: (17 км)
- Расстояние до областного центра: Воронеж (110 км)
- Расстояние до столицы: Москва (503 км)
- Расстояния до аэропортов: Воронеж (108 км)

## Население
| 2000 | 2010 |
| ---- | ---- |
| 265  | ↘169 |